# Verkehrsverbund Neckar-Alb-Donau
Der Verkehrsverbund Neckar-Alb-Donau GmbH, abgekürzt naldo, ist ein Zusammenschluss der Landkreise Reutlingen, Tübingen, Sigmaringen und des Zollernalbkreises sowie der rund 50 Verkehrsunternehmen der Region für den öffentlichen Personennahverkehr (ÖPNV).
Der Verbund gehört zum Geltungsbereich des Metropoltickets Stuttgart.

## Allgemeine Informationen
Seit 2002 gibt es den verbundweit gültigen naldo-Tarif und somit einen einheitlichen Fahrschein, der bei den rund 50 Verkehrsunternehmen anerkannt und verkauft wird. Das Tarifgebiet ist in 56 Tarifwaben eingeteilt. Der Fahrpreis richtet sich nach der Anzahl der durchfahrenen Waben, ab fünf Waben gilt ein Einheitspreis. In 26 Städten und Gemeinden gibt es einen besonderen Stadttarif. Diese sind: Albstadt (Stadtteile Ebingen, Tailfingen / Truchtelfingen und Onstmettingen), Bad Saulgau, Bad Urach, Balingen, Bisingen, Bodelshausen, Burladingen, Dettingen/Erms, Gammertingen, Gomaringen, Hechingen, Lichtenstein-Unterhausen, Mengen, Meßstetten, Mössingen, Münsingen, Ostrach, Pfullendorf, Rottenburg, Rottenburg-Ergenzingen, Sigmaringen, Starzach und Tübingen.
Der Verkehrsverbund wurde im Januar 2002 gegründet und umfasst zurzeit 56 Verkehrsunternehmen auf Straße und Schiene. Das eigentliche Tarifgebiet umfasst 3.700 km² und hat rund 835.000 Bewohner, darüber hinaus gibt es Kooperationen mit den angrenzenden Verbünden VVS, DING, bodo, move und VGF
Im Jahr 2023 wurden knapp 63 Millionen Fahrgäste befördert, dabei konnten Fahrgeldeinnahmen in Höhe von 65,1 Millionen Euro erzielt werden.

## Personalien
Geschäftsführer ist Christoph Heneka, Aufsichtsratsvorsitzende ist die Landrätin des Landkreises Sigmaringen, Stefanie Bürkle. Frühere Aufsichtsratsvorsitzende waren Thomas Reumann, Landrat a. D. des Landkreises Reutlingen und Willi Fischer, Landrat a. D. des Zollernalbkreises.

## Verkehrsunternehmen
Der Schienenverkehr im naldo wird im Auftrag der jeweiligen Besteller von unterschiedlichen Eisenbahnverkehrsunternehmen durchgeführt:
- DB Regio
- SWEG Bahn Stuttgart
- SWEG Südwestdeutsche Landesverkehrs-GmbH, Verkehrsbetrieb Hohenzollerische Landesbahn
- Schwäbische Alb-Bahn
- Albtal-Verkehrs-Gesellschaft
- Zweckverband ÖNPV im Ammertal (ZÖA), Tübingen

Folgende Unternehmen erbringen Verkehrsleistungen im Bereich des naldo (Subunternehmer ohne eigene Linienkonzession sind nicht aufgeführt):
- Bayer-Reisen, Ehingen
- Beck Omnibusverkehr, Schwenningen
- Bottenschein Reisen, Laupheim
- Omnibusverkehr Bühler, Wilhelmsdorf
- Däuble Reisen, Deckenpfronn
- Diesch, Bad Buchau
- Diesch Inh. M & M, Bad Schussenried
- Eissler Reisen, Albstadt-Pfeffingen
- Edel, Rottenburg
- Omnibusreisen Gebr. Frankenhauser, Bad Saulgau
- Friedrich Müller Omnibusunternehmen (FMO), Schwäbisch Hall
- Omnibus Groß, Rottenburg
- Haussmann+Bauer, Neckartenzlingen
- HVB Wiest + Schürmann, Hechingen
- Omnibusverkehr Tübingen Jakob Kocher, Tübingen
- Willy Kopp Omnibusverkehr, Albstadt-Ebingen
- Kurz Omnibusverkehr, Pliezhausen
- Omnibus Kurzenberger, Sonnenbühl-Erpfingen
- KVB Sigmaringen, Sigmaringen
- Wilhelm Leibfritz, Sonnenbühl
- Wilhelm Lutz Omnibusverkehr, Reutlingen-Mittelstadt
- Gebr. Maas, Balingen
- Mayer´s Reisen, Münsingen
- Omnibus Morath, Überlingen
- Omnibus-Verkehr Ruoff (OVR), Waiblingen
- POG Private Omnibus-Unternehmer, Waldachtal
- Regionalverkehr Alb-Bodensee (RAB), Ulm
- Reisch, Mengen
- Reutlinger Stadtverkehr, Reutlingen
- robus - ein Unternehmen der Stadtwerke Rottenburg am Neckar, Rottenburg
- Schlienz-Tours, Kernen
- RVS Regionalverkehr Südwest, Karlsruhe
- SBG Südbadenbus, Freiburg
- Stadtwerke Bad Urach, Bad Urach
- Stadtwerke Herrenberg, Herrenberg
- Stadtwerke Sigmaringen, Sigmaringen
- Südwestdeutsche Landesverkehrs-AG, mit 
  - Verkehrsbetrieb HzL (Bereich Omnibus), Gammertingen
  - Verkehrsbetrieb SWEG Bus Tübingen, Dußlingen
- Omnibusverkehr Stoss, St. Johann-Gächingen
- SVL Süddeutsche Verkehrslinien, Laupheim
- TüBus - ein Unternehmen der Stadtwerke Tübingen, Tübingen
- Vögele Reiseverkehr, Horb
- Walk, Munderkingen
- Württembergische Bus-Gesellschaft (WBG), Waiblingen